# Pavel Vízner
 (avril 2023).
Pour les articles homonymes, voir Vízner.
Pavel Vizner, né le 15 juillet 1970 à Prague, est un joueur de tennis tchèque, professionnel de 1995 à 2009. Il est spécialisé dans les tournois de double messieurs, où il remporte la majorité de son palmarès.

## Palmarès

### En double messieurs
| 16 titres en double | 0 G. Chelem | 0 G. Chelem | 0 G. Chelem | 0 G. Chelem | 0 Masters | 0 Masters | 0 Masters   | 0 Masters   | 1 Masters 1000 | 1 Masters 1000 | 1 Masters 1000 | 1 Masters 1000 | 3 ATP 500          | 3 ATP 500          | 3 ATP 500          | 3 ATP 500          | 12 ATP 250         | 12 ATP 250         | 12 ATP 250     | 12 ATP 250     | 0 JO           | 0 JO           | 0 JO           | 0 JO           |
| 16 titres en double | 6 sur dur   | 6 sur dur   | 6 sur dur   | 6 sur dur   | 6 sur dur | 6 sur dur | 2 sur gazon | 2 sur gazon | 2 sur gazon    | 2 sur gazon    | 2 sur gazon    | 2 sur gazon    | 7 sur terre battue | 7 sur terre battue | 7 sur terre battue | 7 sur terre battue | 7 sur terre battue | 7 sur terre battue | 1 sur moquette | 1 sur moquette | 1 sur moquette | 1 sur moquette | 1 sur moquette | 1 sur moquette |

## Parcours dans les tournois duGrand Chelem

### En simple
N'a jamais participé à un tableau final.

### En double
| Année | Open d'Australie            | Open d'Australie         | Internationaux de France   | Internationaux de France   | Wimbledon                   | Wimbledon                 | US Open                   | US Open                   |
| ----- | --------------------------- | ------------------------ | -------------------------- | -------------------------- | --------------------------- | ------------------------- | ------------------------- | ------------------------- |
| 1996  | —                           | —                        | 2e tour (1/16) L. Manta    | M. Woodforde T. Woodbridge | 1/8 de finale P. Pála       | G. Forget J. Hlasek       | 1er tour (1/32) P. Pála   | G. Forget J. Hlasek       |
| 1997  | 1er tour (1/32) S. Doseděl  | E. Ferreira P. Galbraith | 1er tour (1/32) K. Kinnear | W. Black J. Grabb          | 1/2 finale M. Damm          | J. Eltingh P. Haarhuis    | —                         | —                         |
| 1998  | —                           | —                        | 1er tour (1/32) L. Pimek   | I. Kafelnikov D. Vacek     | 2e tour (1/16) A. Kitinov   | N. Kulti D. Macpherson    | 1er tour (1/32) M. Mirnyi | L. Jensen M. Jensen       |
| 1999  | 1/8 de finale L. Arnold Ker | I. Kafelnikov D. Vacek   | 1er tour (1/32) G. Raoux   | N. Escudé G. Forget        | 2e tour (1/16) P. Tramacchi | O. Delaitre F. Santoro    | 1er tour (1/32) P. Pála   | M. Barnard T. Middleton   |
| 2000  | 1er tour (1/32) P. Pála     | A. O'Brien J. Palmer     | 2e tour (1/16) P. Pála     | T. Carbonell M. García     | 2e tour (1/16) P. Pála      | J. Novák D. Rikl          | 1er tour (1/32) P. Pála   | J. Blake K. Kim           |
| 2001  | 2e tour (1/16) P. Pála      | J. Eagle A. Florent      | Finale P. Pála             | M. Bhupathi L. Paes        | 1/4 de finale P. Pála       | M. Mirnyi V. Voltchkov    | 1/8 de finale P. Pála     | M. Knowles B. MacPhie     |
| 2002  | 1/8 de finale P. Pála       | B. Bryan M. Bryan        | 1er tour (1/32) P. Pála    | D. Adams A. Pavel          | 1er tour (1/32) P. Pála     | P. Haarhuis I. Kafelnikov | 2e tour (1/16) P. Pála    | P. Haarhuis I. Kafelnikov |
| 2003  | 1er tour (1/32) P. Pála     | R. Durek A. Jones        | 1/8 de finale T. Cibulec   | L. Arnold Ker M. Hood      | 1er tour (1/32) T. Cibulec  | D. Hrbatý A. Sá           | 2e tour (1/16) T. Cibulec | P. Luxa D. Škoch          |
| 2004  | 1er tour (1/32) J. Palmer   | J. Melzer N. Zimonjić    | 2e tour (1/16) J. Palmer   | K. Braasch S. Sargsian     | 1/8 de finale J. Palmer     | W. Black K. Ullyett       | 1/8 de finale J. Palmer   | W. Black K. Ullyett       |
| 2005  | 2e tour (1/16) C. Suk       | A. Fisher T. Parrott     | 2e tour (1/16) C. Suk      | L. Arnold Ker M. García    | 1/8 de finale C. Suk        | R. Schüttler A. Waske     | 1/4 de finale C. Suk      | J. Björkman M. Mirnyi     |
| 2006  | 2e tour (1/16) L. Dlouhý    | M. Damm L. Paes          | 1/2 finale L. Dlouhý       | J. Björkman M. Mirnyi      | 1/4 de finale L. Dlouhý     | B. Bryan M. Bryan         | 2e tour (1/16) L. Dlouhý  | A. Clément M. Llodra      |
| 2007  | 2e tour (1/16) L. Dlouhý    | M. Bhupathi R. Štěpánek  | Finale L. Dlouhý           | M. Knowles D. Nestor       | 1/4 de finale L. Dlouhý     | B. Bryan M. Bryan         | Finale L. Dlouhý          | S. Aspelin J. Knowle      |
| 2008  | 1/4 de finale M. Damm       | J. Coetzee W. Moodie     | 1er tour (1/32) M. Damm    | L. Arnold Ker J. I. Chela  | 1er tour (1/32) M. Damm     | T. Parrott F. Polášek     | 1/8 de finale M. Damm     | C. Kas P. Petzschner      |
| 2009  | 1er tour (1/32) S. Aspelin  | A. Pavel H. Tecău        | 1er tour (1/32) J. Murray  | L. Friedl D. Škoch         | —                           | —                         | —                         | —                         |

N.B. : le nom du ou de la partenaire se trouve sous le résultat ; le nom des ultimes adversaires se trouve à droite.

### En double mixte
| Année | Open d'Australie | Open d'Australie | Internationaux de France | Internationaux de France | Wimbledon                   | Wimbledon                       | US Open                          | US Open                     |
| ----- | ---------------- | ---------------- | ------------------------ | ------------------------ | --------------------------- | ------------------------------- | -------------------------------- | --------------------------- |
| 2004  |                  |                  |                          |                          | 3e tour (1/8) Lisa McShea   | Lindsay Davenport Bob Bryan     | 1er tour (1/16) Nicole Pratt     | Vera Zvonareva Bob Bryan    |
| 2005  |                  |                  |                          |                          | 2e tour (1/16) Nicole Pratt | Amy Frazier Travis Parrott      | 1er tour (1/16) Jelena Janković  | Alicia Molik Todd Perry     |
| 2006  |                  |                  |                          |                          | 3e tour (1/8) Sania Mirza   | Elena Likhovtseva Daniel Nestor | 1er tour (1/16) Sania Mirza      | K. Srebotnik Nenad Zimonjić |
| 2007  |                  |                  |                          |                          | 3e tour (1/8) Květa Peschke | Alicia Molik Jonas Björkman     | 1er tour (1/16) Janette Husárová | M. Shaughnessy Leander Paes |
| 2008  |                  |                  |                          |                          | 1/4 de finale Květa Peschke | Maria Kirilenko Igor Andreev    | 2e tour (1/8) Květa Peschke      | Liezel Huber Jamie Murray   |

N.B. : le nom de la partenaire se trouve sous le résultat ; le nom des ultimes adversaires se trouve à droite.

## Participation aux Masters

### En double
| Année | Ville                      | Surface    | Partenaire   | Résultats | Résultat final    |
| ----- | -------------------------- | ---------- | ------------ | --------- | ----------------- |
| 2001  | Bangalore                  | Dur ext.   | Petr Pála    | 3v, 2d    | Finaliste         |
| 2007  | Shanghai, Qi Zhong Stadium | Dur indoor | Lukáš Dlouhý | 2v, 1d    | Éliminé en poules |